# Aura Noir
Aura Noir är ett norskt black/thrash metal-band från Oslo. Aura Noir är starkt påverkad av tidiga thrash metal-band som Slayer, Sodom och Kreator, till den senare har de även tillägnat en del av deras låtar. Huvuddelen av bandets låttexter handlar om hädelse, död och aggression.

## Historia
Bandet bildades 1993 av Aggressor (Carl-Michael Eide) och Apollyon (Ole Jørgen Moe), som producerade ett par demos innan de släppte underground-EP:n  Dreams Like Deserts 1995. Under 1996 fick de sällskap av Mayhemgitarristen Blasphemer (Rune Eriksen), som bidrog till Black Thrash Attack, deras första fullängds-CD.
År 2004 blev de det första bandet kontrakterades av Tyrant Syndicate Productions, ett underbolag till Peaceville Records, som drivs av Nocturno Culto och Fenriz (båda Darkthrone). De släppte sitt nästa album The Merciless, med gästmedverkan av Nattefrost och Carpathian Forest.
Bandets verksamhet lades på is efter att Aggressor varit med i en olycka i slutet av mars 2005. Han föll ut från ett fönster från femte våningen och fick en ryggmärgsskada. I maj 2006 verkade Aggressor som gäst i det norska radioprogrammet Tinitus, där han bekräftade att han använder rullstol på grund av att han blivit förlamad från anklarna ner. Trots detta bakslag fortsatte bandet att spela in nytt material, vilket resulterade i albumet Hades Rise som släpps den 25 augusti 2008. Från och med 2010 har bandet spelat på ett flertal livespelningar med en ersättstrummis. Vid spelningarna under 2011 på Inferno- och Party.Sanfestivalerna i Tyskland,  medverkade Aggressor, fortfarande på kryckor, som vokalist i flera låtar.

## Medlemmar
Nuvarande medlemmar
- Aggressor (Carl-Michael Eide) – trummor (1993–2005), gitarr, basgitarr, sång (1993– )
- Apollyon (Ole Jørgen Moe) – gitarr, basgitarr, trummor, sång (1993– )
- Blasphemer (Rune Eriksen) – gitarr (1996– )

Turnerande medlemma
- Kristian Valbo – trummor (2011– )
- Øyvind Myrvoll – trummor (?–2019)

Bildgalleri
| Aura Noir live i Haugesund, Norge 12 februari 2012 |          |           |
|                                                    |          |           |
| Blasphemer                                         | Apollyon | Aggressor |

## Diskografi
Demo
- Demo – (1994)
- Two Voices, One King – (1994)

Studioalbum
- Black Thrash Attack – (1996)
- Deep Tracts of Hell – (1998)
- The Merciless – (2004)
- Hades Rise – (2010)
- Out to Die – (2012)[6]
- Aura Noire – (2018)

Livealbum
- Live Nightmare on Elm Street – (2006)

EPs
- Dreams Like Deserts – (1995)

Singlar
- "Dark Lung of the Storm" – (2018)
- "Aura Noire" – (2018)

Samlingsalbum
- Increased Damnation – (2001)
- Deep Dreams of Hell – (2005)

Annat
- Übertrash – (2004) (delad EP med Audiopain, Infernö och Nocturnal Breed)
- Übertrash II – (2004) (delad EP med Audiopain, Infernö och Nocturnal Breed)
- Defenders of the Faith – (2019) (delad 7" vinyl med Black Magic)